# پل نیروپ راسموسن
پل نیروپ راسموسن (انگلیسی: Poul Nyrup Rasmussen؛ زادهٔ ۱۵ ژوئن ۱۹۴۳) یک سیاست‌مدار اهل دانمارک است.